# Africepheia madagascariensis
Africepheia madagascariensis is een spinnensoort uit de familie Synaphridae. De soort komt voor in Madagaskar.